# Таннуольские землетрясения (1905)
Таннуольские землетрясения (1905) — землетрясения на северо-западе Внешней Монголии (Цинская империя), произошедшие в июле 1905 года.
Землетрясения произошли в районе Монгольского горного массива Хангай. Интенсивность сильнейшего из землетрясений составила 11—12 баллов. В Сибири они ощущались вплоть до Киренска, находящего более чем в 1200 километрах от эпицентра.

## Землетрясение 9 июля 1905 года
Первое из двух этих землетрясений, названное Цэцэрлэгским, произошло 9 июля (26 июня ст. ст.) 1905 года. Его магнитуда оценивается в 7,6, интенсивность в эпицентре — 10—11 баллов. В момент землетрясения образовалась Цэцэрлэгская система дислокаций протяженностью около 130 км, первоначальная ширина трещин достигала 6 м, однако позднее на большом протяжении трещины сомкнулись. По рассказам местных жителей, в воздух были подняты тучи пыли, деревья гнулись до земли, некоторые были вырваны с корнем. Толчки продолжались почти непрерывно в течение четырех дней. Сильно пострадал расположенный в эпицентральной зоне крупный населенный пункт Вангийн-Хурэ (современный сомон Цэцэрлэг).
В долинах рек Цэцэрлэг и Тэс выступившие из трещин подземные воды затопили низины; на базальтовом плато Алтан-Кулийн-Нуру исчезло два озера площадью примерно по 7 гектаров каждое, контур и рельеф дна третьего резко изменились. В горах наблюдались обвалы. В реках Бурэг и Тэс резко поднялся уровень воды, в их долинах проявлялись многочисленные фонтаны.
Согласно макросейсмическим данным, Цэцэрлэгское землетрясение ощущалось на площади не менее 1 млн км². При этом территория с эффектами 9 и более баллов составила свыше 4000 км², 8 баллов — 13 500 км², 7 баллов — 44 000 км².

## Землетрясение 23 июля 1905 года
Через две недели после Цэцэрлэгского землетрясения, 23 июля (10 июля ст. ст.), последовало еще более мощное Болнайское землетрясение, отнесённое впоследствии к числу мировых катастроф. Его эпицентр располагался приблизительно на один градус западнее эпицентра землетрясения 9 июля. Магнитуда Болнайского землетрясения составила 8,3, интенсивность в эпицентре — 11, а по некоторым оценкам — 12 баллов. Общая протяженность дислокаций (с учетом ответвлений), возникших при Болнайском землетрясении, составляет 490—500 км. Максимальная величина горизонтального смещения составляет 6,5 м; амплитуда вертикального смещения была небольшой (менее метра). Землетрясение сопровождалось сильным, продолжавшимся часами, гулом. Толчки следовали друг за другом непрерывно. Местами землетрясение было настолько сильным, что даже сидящих людей швыряло на землю; людей сбивало с ног в течение половины дня. Исчезли некоторые старые и появились новые источники. В долинах из трещин фонтанировала вода; отмечалось сильное помутнение воды в реках. На озере Буст-Нуур наблюдалось сильное волнение, вода вышла из берегов.
Болнайское землетрясение 23 июля 1905 года ощущалось на площади более 5 млн км².
В Иркутске наиболее сильно проявилось Болнайское землетрясение 23 июля 1905 г. Отмечались осыпания штукатурки и известки, слышался треск стен. Появившиеся в каменных зданиях новые трещины достигали ширины 1,3 см; ширина старых трещин увеличилась почти вдвое. Падали предметы мебели, в том числе и тяжелой; маятниковые часы останавливались. Раскачивались деревья и кресты на главах церквей, самопроизвольно звонили колокола. Наблюдалось также раскачивание вагонов стоявшего на железнодорожной станции поезда, среди пассажиров которого возникла паника. На заболоченной местности в районе города было отмечено фонтанирование воды на высоту до 26 см.
Интенсивность сотрясений в Иркутске при Болнайском землетрясении достигала 6—7 баллов.